# NGC 2056
NGC 2056 är en öppen stjärnhop i Stora magellanska molnet i stjärnbilden Taffelberget. 